# Félix Bolaños
Félix Bolaños García (/ˈfelis βoˈlaɲos ɣaɾˈθia/) est un homme politique espagnol né le 17 décembre 1975 à Madrid, membre du Parti socialiste ouvrier espagnol (PSOE). Il est ministre de la Présidence, des Relations avec les Cortes et de la Mémoire démocratique depuis 2021.
Il est nommé en juin 2018 secrétaire général de la présidence du gouvernement par Pedro Sánchez. Il exerce les missions de principal juriste et négociateur politique de l'exécutif. Il passe au premier plan de la vie politique en 2021, devenant consécutivement ministre de la Présidence et membre de la direction du PSOE.

## Formation et vie professionnelle
Félix Bolaños García naît le 17 décembre 1975 à Madrid.
Il étudie le droit à l'université complutense de Madrid. À l'école de pratique juridique, il sort major de sa promotion tant pour le parcours général de l'avocature que dans la spécialité en droit du travail, obtenant son certificat d'aptitude à la profession d'avocat en 1998.
Devenu avocat en 2001, il passe avec succès le concours d'administrateur de la Banque d'Espagne en 2005, obtenant la seule place à pourvoir dans la filière travail, syndicale et de la Sécurité sociale. Il est promu chef de la division consultative du travail et de la documentation juridique en octobre 2008 et conserve cette fonction pendant dix ans. 

## Parcours politique

### Ascension
Félix Bolaños est élu membre du comité régional du Parti socialiste de Madrid-PSOE (PSM-PSOE) en 2008 et y siège jusqu'en 2017. Il est nommé secrétaire de la commission fédérale de l'Éthique et des Garanties en 2014 et se présente aux élections générales du 20 décembre 2015 en occupant la 25e position sur la liste du PSOE dans la circonscription de Madrid.
Après le congrès de 2017, il est choisi par la commission exécutive fédérale du PSOE pour rédiger le nouveau règlement fédéral d'application des statuts du parti, qui sera ratifié en février 2018 par le comité fédéral. Il est également secrétaire de la fondation Pablo-Iglesias sur cette même période, de 2017 à 2018.

### Secrétaire général de la présidence
Après l'accession au pouvoir de Pedro Sánchez au pouvoir en juin 2018, Félix Bolaños est désigné secrétaire général de la présidence du gouvernement, formant avec le directeur de cabinet Iván Redondo le tandem de conseillers le plus proche du chef de l'exécutif.
Ses fonctions font de lui le principal juriste de la Moncloa. Il se charge ainsi d'organiser l'exhumation de la dépouille de Francisco Franco, puis assume les négociations entre le Parti socialiste et Unidas Podemos qui donnent naissance en janvier 2020 au gouvernement Sánchez II. Il en construit également l'architecture administrative. Il se charge en 2020 de la coordination des mesures juridiques nécessaires à la gestion de la pandémie de Covid-19 dans le cadre de l'application puis de la sortie de l'état d'alerte, dont il a négocié la ratification au Congrès des députés.
Il pilote en 2021 les négociations entre le gouvernement et le Parti populaire (PP) pour le renouvellement du Conseil général du pouvoir judiciaire (CGPJ), du Tribunal des comptes, du Défenseur du peuple et du conseil d'administration de la Corporación Radio y Televisión Española (RTVE). Seule cette dernière discussion aboutit, le principal parti d'opposition ayant salué les qualités de négociateur du conseiller ministériel.

### Ministre de la Présidence

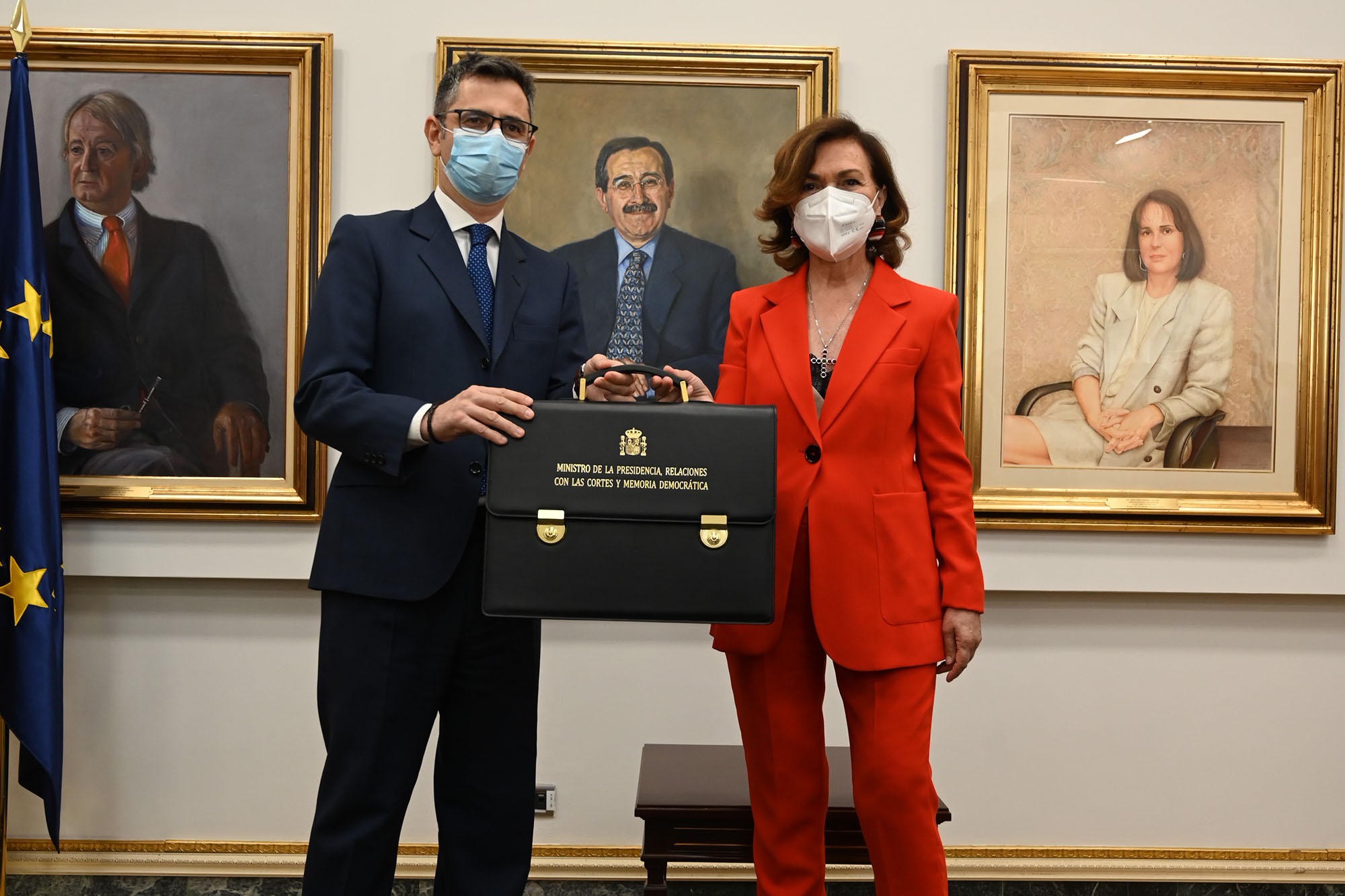
Félix Bolaños remplace Carmen Calvo comme ministre de la Présidence en juillet 2021.

Le 10 juillet 2021, Pedro Sánchez annonce un important remaniement ministériel à l'occasion duquel Félix Bolaños est nommé ministre de la Présidence, des Relations avec les Cortes et de la Mémoire démocratique. Sa nomination, associée à celle de l'ancien cadre dirigeant socialiste Óscar López comme directeur de cabinet et avec qui il coordonnera tout le travail de l'exécutif, marque le retour du Parti socialiste au cœur de l'appareil d'État, le directeur de cabinet sortant Iván Redondo étant critiqué en interne pour avoir longtemps travaillé avec la droite.
Le 14 octobre 2021, il conclut au nom du gouvernement un accord de principe avec le secrétaire général du Parti populaire Teodoro García Egea en vue de renouveler plusieurs organes constitutionnels dont le mandat est échu depuis plusieurs mois, voire années, comme le Défenseur du peuple, un tiers du Tribunal constitutionnel et les douze membres du Tribunal des comptes ; ce pacte intervient seulement 24 heures après que le président du PP Pablo Casado en a fait la proposition à Pedro Sánchez dans l'hémicycle du Congrès, et à la suite de seulement deux réunions avec Teodoro García Egea. Tous deux ajoutent qu'ils continueront de discuter autour du Conseil général du pouvoir judiciaire, la seule institution non-concernée par l'entente entre exécutif et opposition pour des raisons de forme. Cinq semaines auparavant, Pablo Casado avait pourtant exigé la démission de Félix Bolaños en raison d'une déclaration de ce dernier qui, pour souligner le refus du gouvernement de modifier la loi pour permettre que les magistrats élisent eux-mêmes leurs douze représentants au sein du CGPJ, avait affirmé que « les juges n'élisent pas les juges », ce que le président du PP considérait comme « une attaque contre la démocratie et l'État de droit ». Après une semaine d'échanges directs et à distance, Félix Bolaños et Teodoro García Egea scellent définitivement le pacte bipartisan le 21 octobre à l'issue d'une ultime réunion de deux heures tenue au palais des Cortès, marquant le premier grand accord institutionnel entre les deux principaux partis depuis l'ouverture de la XIVe législature.
En raison de la conclusion de cet accord, il est surnommé « Super Bolaños » par l'ancien président du gouvernement José Luis Rodríguez Zapatero au cours d'échanges tenus dans le cadre du 40e congrès fédéral du PSOE, le 16 octobre suivant. Le lendemain, il est élu membre de la commission exécutive fédérale et se voit confier par Pedro Sánchez le poste de secrétaire à la Réforme constitutionnelle et aux Droits nouveaux ; avec María Jesús Montero, Pilar Alegría, Isabel Rodríguez, Carolina Darias et Diana Morant, il fait partie des six ministres à intégrer la CEF, mais seules Darias et Morant obtiennent comme lui une responsabilité exécutive. Pedro Sánchez indique le lendemain que cette révision constitutionnelle devrait permettre de reconnaître un certain nombre de nouveaux droits, liés à la santé et à l'environnement, mais aussi à remettre en question l'inviolabilité de la couronne.